# Yves Létourneau
Pour les articles homonymes, voir Létourneau.
Yves Létourneau est un acteur canadien (québécois) né le 27 avril 1926 à Québec, et mort le 26 mai 2020 à Brossard.
Il est aussi un grand amateur de sports professionnels dont le football canadien et américain. Dans les années 1960 et 1970, il commenta les matches de la NFL (ligue nationale de football américain) sur les ondes de Radio-Canada, en compagnie de Jean Séguin.

## Biographie
Yves Létourneau est le frère de l'acteur Jacques Létourneau et l'oncle d'Anne Létourneau.
Il a connu une brillante carrière à titre de journaliste de sport à CKAC et au quotidien La Presse en plus d'avoir participé à la couverture de Jeux Olympiques pour le réseau TVA.
Il fut président de l'Union des Artistes (1983-1984) et ses démarches ont conduit à l'adoption de la Loi sur le statut de l'artiste par l'Assemblée nationale. La Loi sur le statut professionnel et les conditions d'engagement des artistes de la scène, du disque et du cinéma confère notamment à l'artiste une identité juridique et fiscale de travailleur autonome.
Yves Létourneau était grand dans tous les sens du terme. Avec sa carrure imposante et sa voix profonde et radiophonique, Yves Létourneau a marqué plusieurs générations d’auditeurs, de téléspectateurs et de sportifs, lui qui a embrassé avec succès le métier de comédien et celui de journaliste sportif à la radio et à la télévision.
S’il a fait une incursion au théâtre, notamment dans Bousille et les Justes (1959) et dans Hier, les enfants dansaient (1966) de Gratien Gélinas, et joué dans quelques films, entre autres Les Beaux Dimanches de Richard Martin en 1974 et Pousse mais pousse égal de Denis Héroux en 1975, c’est surtout à la télévision qu’il s’est fait connaître comme acteur.
Yves Létourneau a marqué toute une génération de jeunes téléspectateurs qui ont suivi les aventures du célèbre major Plum Pouding qu’il a interprété de 1969 à 1973, dans l’émission du même nom, et celui du constable Polycarpe dans Le Pirate Maboule, de 1968 à 1971, émission dans laquelle jouait également son frère Jacques, dans le rôle du Pirate Maboule.
D’autres se souviendront de ses rôles dans plusieurs émissions phare de la télévision, dont celui du vétérinaire J.A. Couture dans Les Belles Histoires des Pays d'en haut (émission diffusée de 1956 à 1970), d’Odilon Provençal dans Le Survenant (1957), puis dans Au chenal du Moine (1957 à 1958), suite du Survenant, et enfin dans Marie-Didace (1958 à 1959), de Laurent Martin dans Sous le signe du lion (1961), de Gilbert Arial dans Rue des Pignons (1966 à 1977), celui de Placide Beaulac dans Symphorien (1970 à 1977) et de M. Rodier dans La Petite Patrie (1974 à 1976).
C’est dans les années 1980 qu’il se consacre à temps au journalisme sportif, notamment à CKAC, entre autres à l’émission Les Prouesses du matin animée par Jacques Proulx, où il travaille à titre de chroniqueur et d’éditorialiste sportif. C’est à cette époque qu’il a côtoyé Roland Mailhot, collègue et ami de longue date. Yves Létourneau a aussi travaillé à la télévision où il a couvert à quelques reprises les Jeux Olympiques, notamment ceux de Barcelone en 1992, où il s’était indigné en ondes lorsque Sylvie Fréchette avait vu la médaille d’or lui échapper en nage synchronisée après l’erreur d’une des juges avec la controverse qui s’en était suivi parmi les journalistes sportifs du monde entier. Il était aussi reconnu pour ses analyses sur le football canadien et américain, lui qui a commenté pendant de nombreuses années, notamment à Radio-Canada, les matchs de la Ligue nationale de football.
Il est mort de causes naturelles au CHSLD Marcelle-Ferron à Brossard le 26 mai 2020 à l'âge de 94 ans.

## Théâtre
- 1959 : Bousille et les Justes de Gratien Gélinas
- 1966 : Hier, les enfants dansaient de Gratien Gélinas

## Filmographie
- 1952 : Le Rossignol et les cloches : Gariépy
- 1953 : La Famille Plouffe (série télévisée) : Jos
- 1955 : Je me souviens (série télévisée) : Dollard des Ormeaux
- 1955 : Taille-fer (série télévisée)
- 1956 : Les Belles Histoires des pays d'en haut (série télévisée) : Vétérinaire J.-A. Couture
- 1957 : Au chenal du moine (série télévisée) : Odilon Provençal
- 1957 : The Suspects
- 1957 : Le Survenant (série télévisée) : Odilon Provençal
- 1958 : Marie-Didace (série télévisée) : Odilon Provençal
- 1958 : Le Courrier du roy (série télévisée) : Montcalm
- 1958 : Pépé le cowboy (série télévisée) : Pépé le cowboy
- 1959 : CF-RCK (série télévisée) : Louis Corbin
- 1960 : Sous le signe du lion (série télévisée) : Laurent Martin
- 1960 : La Côte de sable (série télévisée) : Laurent Paradis
- 1962 : Le Temps des lilas (TV) : Vincent
- 1962 : Absolvo te (série télévisée) : Frédéric Meilleur
- 1962 : Le Pain du jour (série télévisée) : Charles Deguire
- 1963 : Rue de l'anse (série télévisée) : Michel Berger
- 1963 : Ti-Jean caribou (série télévisée)
- 1963 : Septième nord (série télévisée) : M. Quesnel
- 1963 : De 9 à 5 (série télévisée) : Edgar
- 1964 : Monsieur Lecoq (série télévisée) : l'aubergiste Laugeron
- 1964 : Trouble-fête de Pierre Patry : le père supérieur
- 1964 : Le Coup de grâce : Ludovic
- 1965 : Caïn : Luc
- 1965 : Astataïon ou Le festin des morts
- 1965 : Cré Basile (série télévisée) : M. Leboeuf
- 1966 : Rue des Pignons (série télévisée) : Gilbert Arial
- 1967 : Les Globe-trotters (série télévisée) 1 épisode
- 1968 : Le Pirate Maboule (série télévisée) : Constable Polycarpe
- 1968 : D'Iberville (série télévisée) : La Salle
- 1969 - Bilan (téléthéâtre)
- 1969 : Le Major Plum-Pouding (série télévisée) : le major Plum Pouding
- 1970 : Les Berger (série télévisée) : Desmarais et Guy Berger
- 1970 : Symphorien (série télévisée) : Placide Beaulac
- 1970 : À la branche d'Olivier (série télévisée) : Adolphe Thivierge
- 1972 : Les Forges de Saint-Maurice (série télévisée) : Clovis Godard
- 1973 : Souris, tu m'inquiètes (moyen métrage) de Aimée Danis : monsieur Jodoin
- 1974 : Pris au collet
- 1974 : Les Beaux Dimanches : Olivier
- 1974 : La Petite Patrie (série télévisée) : M. Rodier
- 1975 : Pousse mais pousse égal : le docteur Gagnon
- 1977 : À cause de mon oncle (série télévisée) : Phil Rioux
- 1978 : Duplessis (feuilleton TV) : Philippe Hamel
- 1979 : Le Procès d'Andersonville (série télévisée) : Henry Wirz
- 1979 : Les Brillant (série télévisée) : Benoît Boileau